# Iulian Grozescu
Iulian Grozescu (n. 20 ianuarie 1839, Comloșu Mare, Comitatul Torontal – d. 2 iunie 1872, Comloșu Mare, Comitatul Torontal, Imperiul Austro-Ungar) a fost un poet, publicist și traducător român.
Iulian Grozescu a fost redactor și colaborator la ziarele românești din Arad, Viena, Pesta, Oradea, București și prim-redactor la revista Familia.

## Biografie
Iulian Grozescu s-a născut în satul bănățean de câmpie Comloșu Mare, în familia numeroasă a preotului Ioan Grozescu, originar din Livezi de lângă Craiova.
A urmat studiile liceale la Timișoara, Arad și Oradea, după care a urmat dreptul la Universitatea din Pesta. În perioada studiilor universitare a publicat poezii și a colaborat cu ziarul Concordia, condusă de Sigismund Pop, și la revista umoristică Strigoiu al lui Mircea V. Stănescu, iar împreună cu cel din urmă editează la Pesta foaia Speranța, În anul 1863 care, însă, apare doar într-un singur număr.
La 13 octombrie 1863 apare la Pesta revista satirică „Umoristulu” coordonată de George Ardelean, la care se alătură ca redactor. Colaborând cu această revistă timp de doi ani, leagă o prietenie durabilă cu prim-redactorul revistei, Iosif Vulcan, iar la 5 iunie 1865 faimoasa revistă „Familia” își începe apariția, iar Iulian Grozescu se alătură de la început colectivului de redacție, publicând în Familia poezii, nuvele, traduceri, recenzii etc.
În anul 1867 pleacă la București, unde colaborează la ziarele Telegraful și Poșta română. În această perioadă publică în Familia, Suveniruri din București. În noiembrie 1871 devine redactor responsabil al revistei Albina din Pesta, iar la 12 mai, 1872 scoate ziarul umoristic Priculiciu la Timișoara.
În anul 1869 apare la Arad, la tipografia lui Ștefan Gyula, volumul de poezii "POESII" editat de avocatul Emericu B. Stănescu. Editorul îi aduce în prefața volumului un adevărat elogiu poetului.
Moare la 2 iunie 1872, în casa părintească din Comloșu Mare, răpus de tuberculoză.

Necrolog în revista Familia, nr.22, 9 iunie 1872

## Opera
Poezie:
- Sunt român
- Străină
- Coriolan
- Mihai Bravul
- Unit sau neunit

Nuvele:
- Fatalitate și noroc
- Mărioara și Măriuța
- Căderea Timișanei

Traduceri:
- Fata căpitanului, Aleksandr Pușkin